# خطأ (قانون)
الخطأ أو أن تكون مخطئاً هو مبدأ في القانون، الأخلاق والعلوم. يرمز الخطأ عادة إلى كون الشيء عديم الصحة، أو انعدام الدقة في محتواه. أن يكون الشخص مخطئاً يعني أنه قام بعمل أو تصرف غير ملائم أو غير صحيح.

## الأخلاق
في الأخلاق، يعرف الخطأ على أنه عكس الصحيح. يختلف تحديد الصحيح والخطأ بحسب الثقافات المختلفة، حيث يحدد المجتمع على الغالب معايير تحكم التصرفات الخاطئة وتخضع طريقة التحديد للكثير من العوامل الثقافية والإنسانية وهذا يعتبر جزءاً من دراسة علم الإنسان.

## القانون
في القانون، التصرف الخاطئ هو التصرف الذي يؤدي إلى ضرر والذي غالباً ما ينجم عن خرق الحقوق القانونية. ببساطة يكون هو أي شيء معارض للقوانين المعول بها. إذا ما تسبب الخطأ بضرر بسيط جداً فغالباً ما يتم مسامحة المخطئ، وإلا فإنه يتم تطبيق العقوبات في حال الأضرار الملحوظية.

## العلوم
يقال عن مبدأ علمي أنه مبدأ خاطئ إذا ما استخدم لإجراء فرضيات لنتائج تجارب لا تنطبق مع الواقع الفيزيائي. قام فولفغانغ باولي بوضع مبدأ «إنه ليس حتى خاطئاً» لوصف المبادئ التي لا يمكن الحكم عليها بالخطأ.